# Sac banane
Pour les articles homonymes, voir Banane (homonymie).

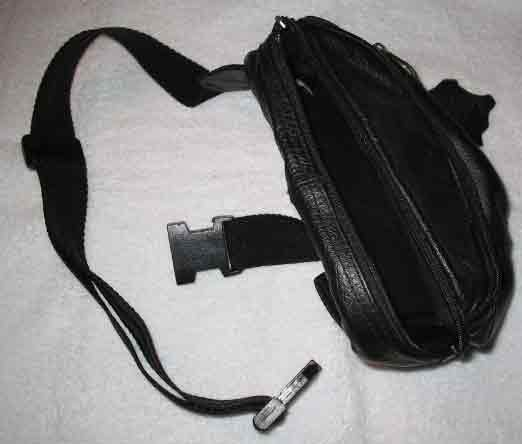
Un sac banane noir

Un sac banane, ou plus simplement une banane, parfois sacoche de ceinture ou sac à (la) taille, est un type de sacoche souple dont la forme allongée rappelle celle d'une banane.

## Description
Le sac banane est équipé d'une ceinture permettant de le porter au niveau de la taille, afin d'avoir toujours son contenu à disposition, tout en ayant les mains libres. Il peut aussi être porté sur l'épaule. Il est généralement fermé par une fermeture Éclair et peut comporter plusieurs poches.
Il peut être portés aussi bien à l'avant (au niveau de l'abdomen) qu'à l'arrière (dans le dos) ou sur les côtés (sur les hanches). Le sac banane est couramment présenté comme un stéréotype du touriste[réf. nécessaire]. 
Occasionnellement, les sacs bananes peuvent être utilisés pour dissimuler une arme de poing, faisant alors office de holster (certains sont d'ailleurs conçus à cet effet et vendus comme tels) ; ou encore servir de sacs à eau[réf. nécessaire].

## Historique
Surtout en vogue dans les années 1990, il a ensuite été considéré comme démodé : en 2006, il est par exemple parodié par l'humoriste américain Weird Al Yankovic dans sa chanson White & Nerdy.
Il redevient tendance à la fin des années 2010, qui voit le retour en force de la mode des décennies 1980 et 1990. Des créateurs et des marques de luxe comme Marc Jacobs, Louis Vuitton, Gucci ou Prada, ont, dans un esprit vintage, lancé des collections de sacs bananes redessinés de manière plus moderne, marquant ainsi leur retour[réf. nécessaire].